# Midtbyen
Midtbyen, literalment «centre de la ciutat», és un districte (en noruec bokmål: bydelene) de la ciutat de Trondheim, comtat de Sør-Trøndelag, Noruega. Els altres districtes són Lerkendal, Heimdal i Østbyen.
Va ser creat per decret l'1 de gener de 2005 i està compost pels barris de Sentrum, Byåsen, Ila, Tempe, Elgeseter, Stavne i Trolla. Limita al sud amb el districte de Lerkendal.
Alguns punts d'interès són la Catedral de Nidaros, l'estàtua del fundador de la ciutat, Olaf I de Noruega, i l'Institut d'Arqueologia i el Conservatori de Música de la Universitat Noruega de Ciència i Tecnologia (NTNU). A més, Midtbyen és on se situa la seu dels principals bancs de Trondheim.